# Cookery

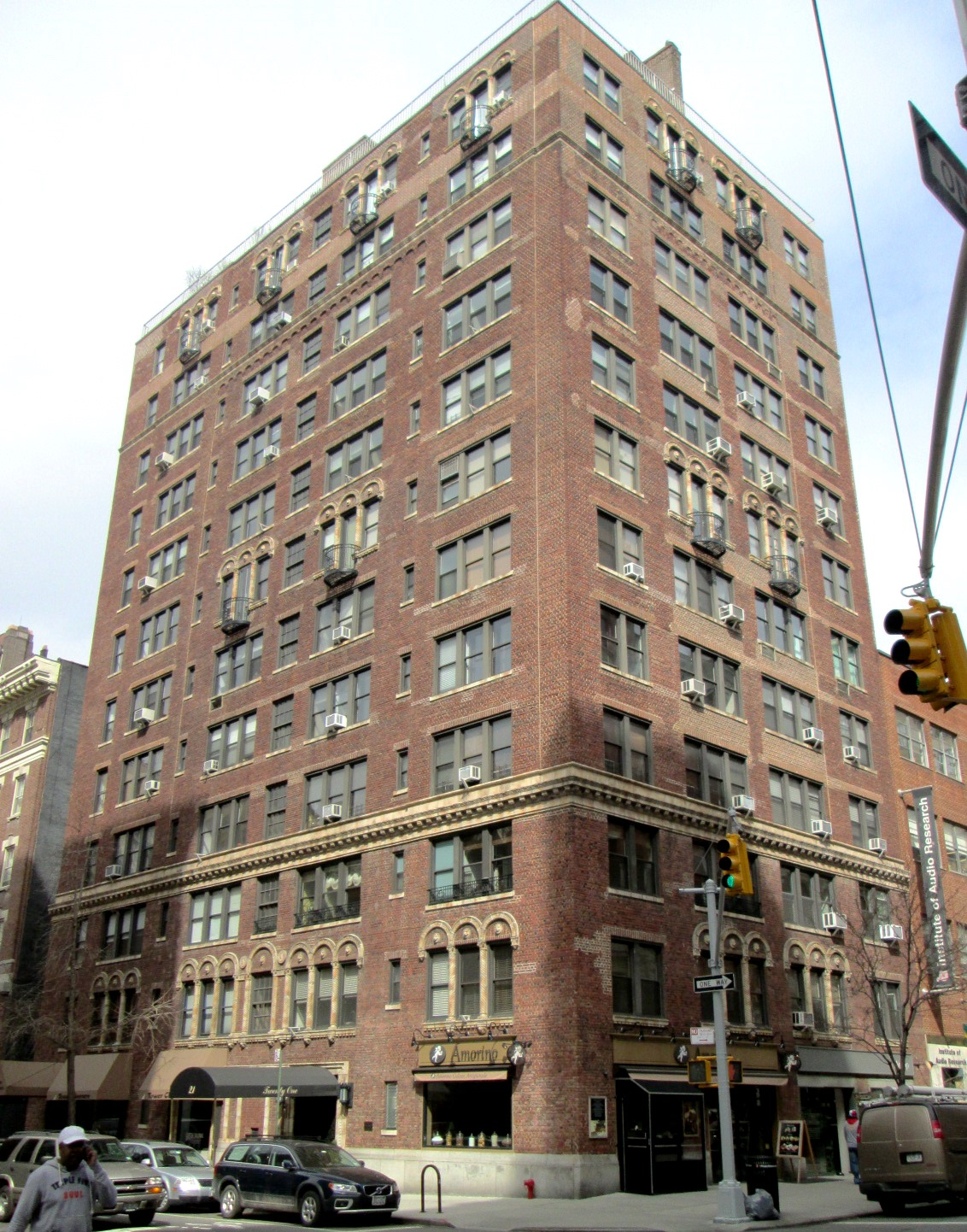
Das Gebäude 21 East 10th Street 60 University Place, in dem sich das Cookery befand; es wurde 1926 von den Architekten Sugarman & Berger erbaut.

Cookery war ein New Yorker Jazzclub und Restaurant der 1970er Jahre.

## Geschichte
Cookery wurde 1953 von Barney Josephson (1902–1988), dem früheren Besitzer des Café Society, gegründet; es war ursprünglich eine Kette von drei gleichnamigen Restaurants, von denen zwei in späteren Jahren geschlossen wurden. 1969 konnte Mary Lou Williams Josephson davon überzeugen, in seinem Club auch Livemusik anzubieten.
Der Club The Cookery befand sich in Manhattans Viertel Greenwich Village (21 University Place Ecke East 8th Street); dort gastierten in den folgenden Jahren u. a. auch Künstler, die bereits im Cafe Society aufgetreten waren, wie Teddy Wilson, Nellie Lutcher, Rose Murphy, Eddie Heywood, Sammy Price, Susan Reed und Helen Humes, ferner Larry Adler und Marian McPartland. Mitschnitte der Auftritte von Dick Hyman, Dick Wellstood, Mary Lou Williams, Alberta Hunter und Helen Humes erschienen auf Schallplatten. Als Anfang der 1980er Jahre die Besucherzahlen merklich zurückgingen, wurde der Club geschlossen und als Restaurant ohne Musikdarbietung 1984 wiedereröffnet.